# Associazione dei Geometri Fiscalisti
L'Associazione dei Geometri Fiscalisti (AGEFIS) è un'associazione che rappresenta i geometri italiani liberi professionisti, che esercitano l’attività professionale in forma autonoma o in forma associata. AGEFIS è stata fondata nel 2012 e ha sede in Ivrea (TO).
Il geometra fiscalista è una figura professionale che somma alle competenze tecniche ed immobiliari quelle di natura fiscale.
Lo scopo dell’associazione è di assistere i professionisti geometri nella gestione delle tematiche fiscali, immobiliari e reddituali', intraprendendo anche attività di formazione e informazione, fornendo inoltre supporto e intraprende azioni informative in ambito assicurativo.

## Finalità e Scopo
Agefis si pone l’obiettivo di dotare i geometri degli strumenti necessari per affrontare le tematiche fiscali, reddituali, immobiliari, assicurative indispensabili per essere rilevanti in un mercato sempre più competitivo. L’Associazione vuole rappresentare tutti i geometri, dando voce alle istanze della categoria e lavorando per sviluppare e tutelare le sue competenze. L’Associazione opera in prospettiva per dare rilievo ai professionisti tecnici dalle capacità più trasversali.

## I soci
I soci Agefis diventano parte di una collettività importante, e possono usufruire di una serie di servizi focalizzati sull’operatività e la professionalità del geometra esperto in materia fiscale e tributaria. L'Associazione promuove, sviluppa e tutela le competenze fiscali, tributarie, assicurative e del lavoro del professionista geometra esperto in materia fiscale, assicurativa e tributaria, il quale svolge la propria attività con imparzialità, obiettività, nel rispetto delle normative vigenti e del Codice di condotta degli iscritti all'Associazione.
Possono fare parte dell'Associazione, liberi professionisti, in prevalenza Geometri, che esercitano l'attività in forma autonoma e/o in forma associata, anche attraverso le STP (società tra professionisti) e che si impegnano a rispettare il presente Statuto, i Regolamenti e le deliberazioni emanate dal Consiglio Direttivo. In particolare possono essere ammessi a far parte dell'Associazione Geometri che: godano di buona reputazione e siano in possesso dei diritti civili; siano in possesso di un percorso culturale adeguato, siano iscritti all'Albo dei Geometri e Geometri Laureati e si occupino o abbiano interesse ad occuparsi di attività in ambito fiscale, assicurativo, tributario e del lavoro. Possono altresì aderire alla Associazione e assumere la qualifica di socio ordinario anche gli organismi territoriali di categoria e le fondazioni di loro emanazione.

## Il Consiglio Direttivo
Il consiglio direttivo dell'Associazione, in carica per il quadriennio 2025 - 2029, è così composto:
- Presidente: Mirco Mion
- Vicepresidente: Giuseppe Foresto
- Segretario: Denis Sugan
- Tesoriere: Gianni Marchetti
- Consigliere: Alberto Bonino
- Consigliere: Ernesto Alessandro Baragetti
- Consigliere: Gian Luca Pautasso